# كلية الإمام الكاظم للعلوم الإسلامية الجامعة
كلية الإمام الكاظم للعلوم الإسلامية الجامعة (اختصاراً:كلية الإمام الكاظم)، هي عبارة عن [كلية إسلامية جامعة حكومية] تأسست عام 2004 وحصلت على الأعتراف من قبل وزارة التعليم العالي عام 2009 بقرار صادر من مجلس النواب ومجلس رئاسة الجمهورية العراقية، تابعة لديوان الوقف الشيعي مقرها في بغداد، يوجد لديها فروع في محافظات محافظة البصرة وميسان، واسط، الديوانية ،ديالى، النجف الإشرف، ذي قار.

## الأقسام
تحوي الكلية على 11 قسم 8 منها قسم غير إسلامي و3 منها إسلامي وتتضمن الأقسام الأتية :
- القانون:يعني بدراسة القانون العام والخاص وفروعه المختلفة[5]
- هندسة تقنيات الحاسوب
- الإعلام:أسس قسم الإعلام في كلية الإمام الكاظم  (ع) للعلوم الإسلامية الجامعة في العام الدراسي  (2010_2011)[6]
- المالية والمصرفية
- العلوم السياسية
- اللغة الإنكليزية:تأسس قسم  اللغة الإنكليزية في كلية الإمام الكاظم (ع) للعلوم الإسلامية الجامعة عام (2013)[7]
- اللغة العربية
- التاريخ
- علوم القرآن الحديث
- الشريعة:يعني هذا القسم بدراسة الفقه وأصوله ودراسة الفقه المقــــــــــــارن وأسباب اختلاف الفقهاء[8]
- الفكر الإسلامي

## الأفرع أو المحافظات
تضم كلية الإمام الكاظم الجامعة أقساماً عدة في عدة محافظات في العراق

### محافظة ميسان
تحوي محافظة ميسان على 7 اقسام وهي هندسة البرامجيات والقانون وعلوم المالية والمصرفية واللغة الإنكليزية والتاريخ علوم القران والفكر الإسلامي،

### محافظة واسط
يوجد 6 اقسام في محافظة واسط وهي هندسة تقنيات البرمجيات والقانون والاعلام والعلوم المالية والمصرفية واللغة الإنكليزية وعلوم القرآن والحديث،افتتحت أقسام الكلية في محافظة واسط بتاريخ 7/10/2012. للعام الدراسي 2012/2013 ضمت قسمي القانون وعلوم القران والحديث حيث تم قبول (809) طالب للدراستين الصباحية والمسائية في هذا العام، وفي العام الدراسي 2013/2014 استحدثت أقسام علمية جديدة هي هندسة تقنيات الحاسوب وقسم الإعلام وقسم العلوم المالية والمصرفية وقسم اللغة الإنكليزية وقسم اللغة العربية عدد الطلبة لهذا العام بلغ (٢١٤٦) للدراستين الصباحية والمسائية للعام الدراسي ٢٠٢٠/٢٠٢١احتفلت هذا العام بتخرج الدفعة الأولى لقسمي القانون وعلوم القران والحديث يدير الأقسام معاون العميد الأستاذ المساعد الدكتور حيدر كرم الله الدراجي

### محافظة ديالى
يوجد فيها خمس اقسام وهي هندسة البرامجيات والقانون وعلوم مالية ومصرفية واللغة الإنكليزية والشريعة (الفقة والأصول)

### محافظة النجف الإشرف
تحوي محافظة النجف على 5 اقسام وهي هندسة البرامجيات والقانون علوم مالية ومصرفية واللغة الإنكليزية والشريعة (الفقة والأصول)

### محافظة ذي قار
تحوي الكلية في أقسام ذي قار على 10 اقسام وهي هندسة تقنيات الحاسوب والاعلام وعلوم مالية ومصرفية والقانون واللغة الإنكليزية واللغة العربية ورياض الأطفال والتربية الخاصة والشريعة وعلوم القرآن،

### محافظة البصرة
تحوي الكلية في أقسام البصرة ثلاثة أقسام ( القانون، علوم القرآن والحديث، الشريعة الإسلامية - الفقه والأصول)، وهي في صدد افتتاح أقسام جديدة في البصرة.

## مختبرات الكلية
يوجد لدى الكلية مختبرين وهما
- مختبر الحاسوب
- مختبر الأنترنيت[15]

## مكتبة الكلية
يوجد لدى الكلية مكتبة كبيرة

## وصلات خارجية
الموقع الرسمي لكلية الإمام الكاظم